# Cerasphorus minutus
Cerasphorus minutus är en skalbaggsart som beskrevs av Reé Michel Quentin och Jean François Villiers 1980. Cerasphorus minutus ingår i släktet Cerasphorus och familjen långhorningar.
Artens utbredningsområde är:
- Niger.
- Togo.

Inga underarter finns listade i Catalogue of Life.